# Ichneumon fuscatorius
Ichneumon fuscatorius är en stekelart som beskrevs av Carl Peter Thunberg 1822. Ichneumon fuscatorius ingår i släktet Ichneumon och familjen brokparasitsteklar. Inga underarter finns listade i Catalogue of Life.